# Victoire de Donnissan de La Rochejaquelein
Marie-Louise Victoire de Donnissan de Lescure e poi de La Rochejaquelein (Versailles, 25 ottobre 1772 – Orléans, 15 febbraio 1857) è stata una nobile e scrittrice francese, moglie dei generali vandeani Louis Marie de Lescure e poi di Louis de La Rochejaquelein, autrice di uno dei più importanti testi sulle Guerre di Vandea, intitolato Mémoires de Madame la Marquise de La Rochejaquelein.

## Biografia
Nata in una famiglia molto influente alla corte di Versailles, era figlia del marchese di Donnissan, maresciallo di campo e gran siniscalco di Guienna, e di Marie-Françoise de Durfort de Civrac. Ben educata, aveva soltanto diciassette anni quando scoppiò la Rivoluzione francese.
Nel 1791 sposò suo cugino Louis Marie de Lescure, giovane ufficiale il cui nome aveva acquistato molta importanza. Con la difficile situazione politica della Francia, Lescure prese la decisione di lasciare la Francia ma prima si diresse a Parigi per difendere il Palazzo delle Tuileries il 10 agosto 1792. Con sua moglie incinta di sette mesi cercò asilo e alla fine decise di ritirarsi nel suo castello a Clisson, situato in mezzo al Bocage, che garantiva una maggiore sicurezza. Li seguirono anche i genitori di Victoire.
Nel frattempo erano scoppiate le Guerre di Vandea e i contadini insorti nella zona di Clisson andarono a cercare Lescure e suo cugino Henri de La Rochejaquelein per farli diventare loro comandanti e questi accettarono. Lescure morirà nella battaglia di Cholet e Victoire rimarrà vedova.
Durante le sei settimane che passarono dalla morte di Lescure fino alla dispersione dell'esercito vandeano, Victoire dovette sopportare il freddo, la fame, la stanchezza, la miseria e i peggiori pericoli; divorata dalla febbre, vestiva come una contadina, per molti giorni mangiò soltanto alcune cipolle che strappava nei campi. Negli ultimi giorni delle guerre di Vandea fu obbligata a separarsi da sua figlia, che affidò ad una famiglia di contadini vicino Ancenis. A Savenay, venne separata da suo padre che pochi giorni dopo fu catturato e fucilato dai repubblicani, insieme a sua madre si vestirono da contadine bretoni e cercarono rifugio in una azienda agricola. Accolta con ospitalità, passò l'inverno dal 1793 al 1794 con agricoltori che la loro povertà teneva al riparo dalle persecuzioni rivoluzionarie. L'aspetto delle due donne era così misero che, anche se in passato facevano spesso la carità, ora erano loro a riceverla. Spesso costretta a scappare nei boschi per sfuggire alle perquisizioni dei repubblicani, la sua vita fu continuamente fatta di spaventi, allarmi, e il pericolo di venire catturata in qualunque momento.
Dopo la fine del Terrore Victoire tornò ad abitare nel castello di Citran nel Médoc e riprese a vivere la sua vita normale. Nel febbraio 1795 morì l'unica figlia avuta con Lescure.
In seguito al colpo di stato del 4 settembre dovette lasciare la Francia e passò qualche tempo in Spagna. Dopo il rientro di Napoleone dall'Egitto e la sua ascesa al potere con un colpo di Stato, Victoire ritornò e riprese possesso dei suoi beni, che non erano stati venduti, e della fortuna di suo marito.
Nel marzo 1802 sposò Louis de La Rochejaquelein, fratello di Henri. Con lui visse una vita tranquilla e nel 1808 avevano già cinque bambini. Ma la sua tranquillità fu momentanea perché Louis si rifiutò di accettare ogni funzione durante l'impero e nel 1814 diventò il nuovo generalissimo dell'Esercito cattolico e reale, aiutando Luigi XVIII di Francia a tornare sul trono.
La Restaurazione fu un breve periodo felice per questa famiglia così provata. Louis venne promosso maresciallo di campo e comandante dei granatieri a cavallo del re. Ma tutto si interruppe con i Cento Giorni: Louis infatti partecipò alla quarta guerra di Vandea e il 4 giugno morì in battaglia.
Una volta tornato sul trono Luigi XVIII fece diventare suo figlio maggiore pari di Francia e lei finalmente si poté riposare cercando di alleviare le sue sofferenze, ma queste sembravano non finire: il suo primogenito partecipò al tentativo di colpo di Stato di Carolina di Borbone in seguito alla salita al trono di Luigi Filippo d'Orleans e recatosi in Portogallo venne ucciso il 5 settembre 1833. 
Nel 1832 si stabilì a Orléans, città nella quale abitavano due sue figlie dopo essersi sposate. Molti monarchici che venivano arrestati per aver preso parte all'insurrezione vandeana venivano inviati a Orléans per essere giudicati e lei trascorse i suoi ultimi anni battendosi per la loro assoluzione ed ebbe la soddisfazione di vederli quasi tutti liberati. Diventata cieca, morì il 15 febbraio 1857.

## LeMemorie
Ha lasciato un libro notevole di memorie, iniziato in Spagna e completato nei primi anni del suo secondo matrimonio. Consegnato manoscritto a M. de Barante, poi vice prefetto a Bressuire, prima di essere stampato circolò in gruppi d'élite e produsse una profonda sensazione. Fu infine stampato nel 1814, dopo la caduta definitiva di Napoleone. Tradotto in diverse lingue, fu spesso ristampato. Una nona edizione, aggiornata a Parigi nel 1862 è preceduta da un eloquente elogio pronunciato dal vescovo di Poitiers il 28 febbraio 1857, nella chiesa di Saint-Aubin Beaubigné. Ha vissuto un enorme successo e molte edizioni per tutto il XIX secolo. Tra queste, l'edizione Bourloton del 1889, chiamata l'Edizione del Centenario, è considerata senza dubbio dagli storici come la migliore.
Questi ricordi autentici e particolarmente vivaci evocano i grandi momenti della Grande Guerra di Vandea. Prima sposata con il generale de Lescure, il Santo del Poitou, la signora de La Rochejaquelein ebbe a fianco tutti i grandi combattenti e riporta molti aneddoti, vere pagine da antologia. Trovatasi nel cuore della guerra a motivo del suo cognome, in contatto con i combattenti vandeani, ne scrisse pochi anni dopo le memorie più toccanti, tra le più famose di quel tempo. L'opera riporta storie coinvolgenti di grandi catastrofi e miseria senza fine, dipinti sorprendenti, parole che vengono dal cuore, tratti che dipingono tutta una situazione. La sincerità della narrazione, la semplicità dello stile danno un valore speciale a questi ricordi che non vogliono essere un'opera letteraria, ma rimangono come una testimonianza eloquente delle guerre civili più disastrose e sanguinose della storia di Francia.

## Titoli
- 25 ottobre 1772: Mademoiselle Victoire de Donnissan de Citran, in quanto figlia di Guy Joseph de Donnissan, marchese di Citran
- 1791: Madame Louis-Marie de Salgue, marchesa di Lescure, in quanto sposa di Louis de Salgues, marchese di Lescure.
- 4 novembre 1793: Madame Louis-Marie de Salgue, marchesa vedova di Lescure, alla morte del marito Louis de Salgues, marchese di Lescure.
- Marzo 1802: Madame Louis du Vergier, marchesa vedova di Lescure, contessa di La Rochejaquelein, al nuovo matrimonio con Louis du Vergier de La Rochejaquelein, conte di La Rochejaquelein.
- 6 settembre 1802: Madame Louis du Vergier, marchesa vedova di Lescure, marchesa di La Rochejaquelein, alla morte del suocero, marchese di La Rochejaquelein, in quanto moglie di Louis du Vergier de La Rochejaquelein, nuovo marchese di La Rochejaquelein.
- 3 giugno 1815: Madame Louis du Vergier, marchesa vedova di Lescure e di La Rochejaquelein, alla morte del marito Louis du Vergier de La Rochejaquelein, marchese di La Rochejaquelein.